# Elizabeth Ann Roberts
Elizabeth Ann Roberts (nacida el 4 de agosto de 1941) es una modelo estadounidense. Fue playmate del mes para la revista Playboy en el número de enero de 1958. Fue fotografiada por Arthur James y Mike Shea.

## Carrera
Las fotografías de Elizabeth fueron significantes en la historia de Playboy porque ella tan sólo tenía 16 años en cuando se tomó las fotos. Hefner fue traído ante los tribunales de relaciones domésticas acusado de contribuir a un delito de delincuencia de una menor. Los cargos fueron finalmente sobreseídos por carencia de pruebas de que Hefner supiese su verdadera edad.
Roberts finalmente se convirtió en Conejita en el Club de Playboy del Chicago.

## Legado
Su desplegable central puede ser visto en forma animada en la película de Ralph Bakshi American Pop.